# Leo Stein (Librettist)

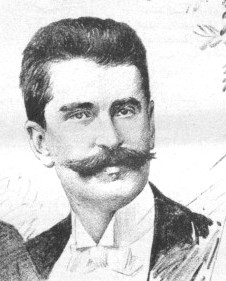
Leo Stein (1896)

Leo Stein, eigentlich Leo Rosenstein (* 25. März 1861 in Lemberg; † 28. Juli 1921 in Wien), war Librettist und Bühnenschriftsteller.

## Leben
Leo Stein wuchs in Lemberg auf und studierte an der dortigen Universität Rechtswissenschaften. Mit 26 Jahren kam er nach Wien und wurde Beamter bei der Südbahn-Gesellschaft. Neben seinem Beruf wirkte er als Dilettant im Theaterleben Wiens. Er gab seine Beamtenkarriere auf und arbeitete als freier Schriftsteller. Sein Debüt gab er mit dem Lustspiel Fächersprache. Den ersten wirklichen, finanziellen Erfolg hatte er mit der Operette Das süße Mädel, geschrieben gemeinsam mit Alexander Landesberg und mit der Musik von Heinrich Reinhardt.
Leo Stein arbeitete eng mit den Komponisten Johann Strauss (Sohn), Franz Lehár, Emmerich Kálmán, Oskar Nedbal und dem Librettisten Victor Léon zusammen. Gemeinsam mit diesem trug er als Autor zu Lehárs Welterfolgen bei.
Leo Steins Grab befindet sich auf dem Wiener Zentralfriedhof, Alter Israelitischer Teil, Tor 1.

## Werke (Auswahl)
- Fächersprache,  Kühling & Güttner, Berlin 1891, OCLC 250037404
- Wiener Blut, zusammen mit Victor Léon, 1899 (Musik: Johann Strauss (Sohn), arrangiert von Adolf Müller junior)
- Das süße Mädel, zusammen mit Alexander Landesberg, 1901 (Musik: Heinrich Reinhardt)
- Der Göttergatte, zusammen mit Victor Léon, 1904 (Musik: Franz Lehár)
- Die lustige Witwe, zusammen mit Victor Léon, 1905 (Musik: Franz Lehár)
- Der Graf von Luxemburg, zusammen mit Alfred Maria Willner und Robert Bodanzky, 1909 (Musik: Franz Lehár)
- Das Puppenmädel, zusammen mit Alfred Maria Willner, 1910 (Musik: Leo Fall)
- Der fliegende Rittmeister, zusammen mit Bela Jenbach, 1912 (Musik: Hermann Dostal)
- Polenblut, 1913 (Musik: Oskar Nedbal)
- Die Csárdásfürstin, zusammen mit Bela Jenbach, 1915 (Musik: Emmerich Kálmán)
- Die Winzerbraut, zusammen mit Julius Wilhelm, 1916 (Musik: Oskar Nedbal)
- Das Hollandweibchen, zusammen mit Bela Jenbach, 1919 (Musik: Emmerich Kálmán)
- Die blaue Mazur, zusammen mit Bela Jenbach, 1920 (Musik: Franz Lehár)
- Mädi, zusammen mit Alfred Grünwald, 1923 (Musik: Robert Stolz)